# Собор Святого Петра (Баутцен)
Собор Святого Петра (нем. Dom St. Petri zu Bautzen, в.-луж. Katedrala swj. Pětra) — совместная церковь католической и евангелической общин в немецком городе Баутцен на востоке федеральной земли Саксония. Сокафедральный собор епископства Дрезден-Майсен. Старейшее церковное сооружение в Верхней Лужице, и одно из важнейших на территории современной Саксонии.
Первое здание изначально небольшой приходской церкви на месте современного собора было построено около 1000 года графом Эйдо Рохлицским (нем. Eido von Rochlitz). В 1210-х годах при церкви был основан коллегиальный капитул, и примерно в это же время началось возведение новой церкви в готическом стиле, изначально посвящённой Иоанну Крестителю, и спустя короткое время принявшей патронат апостола Петра. Работы продвигались, кажется, довольно быстро, так что уже 24 июня 1221 года состоялось освящение хора нового храма.
В 1430 году церковь была перестроена, и обрела свой нынешний облик зального храма с характерным смещением по центральной оси главного нефа.
В ходе Реформации церковь св. Петра стала, начиная с 1524 года, использоваться одновременно двумя церковными общинами (католической и протестантской), и де-факто может считаться старейшей совместной церковью на территории Германии (и одной из трёх действующих совместных церквей в восточной Германии). После многочисленных споров, возникших из-за разграничения прав пользования, евангелический городской совет Баутцена и католический коллегиальный капитул заключили в 1543 году соглашение, урегулировавшее межконфессиональное использование церкви: хор был отдан для католических богослужений, а неф — для протестантских. Во время восстания чешских сословий католики были в 1619/1620 годах изгнаны из собора; статус-кво был восстановлен вскоре после поражения восставших.
В 1634 году церковь пострадала в результате крупного городского пожара, при этом внутреннее убранство было восстановлено в новом, барочном стиле (особого внимания достоин алтарь 1640 года со сценами тайной вечери в протестантской части); также и навершие колокольной башни в 1664 году получило своё барочное навершие. В 1713—1723 годах в католической части церкви были размещены представляющие большую художественную ценность распятие работы Бальтазара Пермозера и роскошный алтарь.
С повторным основанием католического епископства Майсен папой Бенедиктом XV в 1921 году, баутценская церковь св. Петра получила статус кафедрального собора, который она сохраняла вплоть до 1980 года, когда кафедра была перенесена в дрезденскую Придворную церковь. С тех пор Баутценский собор является сокафедральным, то есть вторым по значимости в епархии.